# Rosario megye
Rosario egy megye Argentína középpontjától északkeletre, Santa Fe tartományban. Székhelye Rosario.

## Népesség
A megye népessége a közelmúltban a következőképpen változott:
| Év   | Lakosság  |
| ---- | --------- |
| 2001 | 1 111 069 |
| 2010 | 1 193 605 |